# نيكلاس لوهمان
نيكلاس لوهمان (بالألمانية: Niklas Luhmann) (8 ديسمبر 1927 في لونيبورغ، توفي 6 نوفمبر 1998 في Oerlinghausen حول بيليفيلد) عالم اجتماع ألماني ومتخصص في إدارة النظم الاجتماعية. وهو مؤسس لنظرية النظم الاجتماعية. وتستند هذه النظرية على اتباع نهج متعدد التخصصات الاجتماعية التي تؤدي إلى إنتاج و تحاليل متعددة: اللغوية والفلسفية والأدبية، والتدريس والقانون والاقتصادي والبيولوجيا،واللاهوتية. وتخصص في نهاية حياته لتحليل ظواهر وسائل الاعلام.

## دراسته
درس لوهمان القانون في جامعة فريبورغ وعلم الاجتماع من Schelsky هيلموت في جامعة بيليفيلد، حيث كان يدرس نفسه بعد ذلك. وأكمل في هذا التدريب من خلال الدراسات في الإدارة العامة وعلم الاجتماع تالكوت بارسونز تحريرها من قبل في جامعة هارفارد.
ويعتبر لوهمان واحد من الممثلين الأكثر تأثيرا للوظيفية، التي تعرضت لانتقادات خصوصا من قبل هابرماس الذي يعارض نظريته في الفعل التواصلي. هذه المواجهة هو أن لوهمان يرفض مفهوم العمل الفردي ويعالج الطبيعة المعقدة للمجتمعات الحديثة، مع التركيز على دور المؤسسات التي تدير وتنفذ هذا النظام المعقد. وكثيرا ما تم في هذا الجانب من نظرية لوهمان وبالمقارنة مع المحافظة من Schelsky سيده الذي إيلاء اهتمام خاص لدور المؤسسات في تنظيم والحفاظ على النظام الاجتماعي.

## روابط خارجية
- نيكلاس لوهمان على موقع مونزينجر (الألمانية)